# François Méténier
François Méténier, né le 3 mai 1896 à Jaligny et mort le 24 juillet 1956 à Paris, est un activiste d’extrême droite des années trente puis responsable du service d'ordre du maréchal Pétain en 1940, principalement connu pour avoir été l'un des principaux responsables du complot de la Cagoule mais aussi pour être resté un proche de François Mitterrand du début de l'Occupation jusqu'à sa mort.

## Première Guerre mondiale
Au sortir de la Grande guerre après s'être engagé volontairement à servir sous les drapeaux comme soldat en juillet 1914, François Méténier est nommé dans l'Ordre national de la Légion d'honneur au grade de chevalier et est promu capitaine. Il fit une carrière d’officier comme lieutenant au 92e Régiment d’infanterie basé à Clermont-Ferrand. Il avait été formé à Saint-Cyr en 1916. Il fut très bien noté. Mis en congé en 1926. Il est décoré de la Croix de Guerre.[réf. nécessaire] Il se marie, le 11 janvier 1919, avec Eugénie Chervier (1895-1986), native comme lui de Jaligny, et eut avec elle une fille, née en 1919.

## Entre-deux-guerres
Il monte après sa mise en congés une petite fabrique de produits manufacturés à Chamalières (Puy-de-Dôme) — la Manufacture de caoutchouc du Centre — en association avec une autre personne. La fabrique périclite en 1935 avec un déficit cumulé de 5 millions de francs. Il poursuit son activité d'industriel en créant un atelier de montage de TSF dont il ne prend cependant pas la tête. Dès 1933, il a  voyagé en Allemagne. Il mène une vie fastueuse, s’achète par exemple trois automobiles Panhard entre 1934 et 1935, malgré ses difficultés en affaires. Après ses dix ans de congés de l’armée, il démissionne et est promu capitaine de réserve en 1936.

### La Cagoule
Depuis l’échec de son entreprise de caoutchouc, il fait de la politique, membre des Croix-de-Feu, se disant volontiers l’ami intime du colonel de la Rocque[réf. nécessaire]. Il est, fin 1937, un membre influent du Parti social français dans le Puy-de-Dôme mais semble s’être séparé de son ancien chef [source insuffisante].
C’est Maurice Duclos qui présente Méténier à Eugène Deloncle, le fondateur et principal dirigeant de l'Organisation secrète d'action révolutionnaire nationale (OSARN), que la presse dénomme plus communément « Comité secret d'action révolutionnaire » (CSAR) ou sous le sobriquet de  « la Cagoule ». Maurice Duclos était chargé en particulier d’approvisionner l'OSARN en armes ; il est présenté comme le chef de l’état-major de l'OSARN par Thomas Bourlier, le principal témoin. Les couples Deloncle et Méténier deviennent intimes.
Dès l'automne 1936, avec d'anciens militants Croix de Feu clermontois, en particulier des ingénieurs chez Michelin, il aide à la création et l'organisation d'un groupe d'auto-défense chargé de protéger ses membres et leurs familles dans la perspective d'un éventuel coup d'État communiste. C’est Méténier et Mouget, un ingénieur Michelin, qui entrent en relation avec l'OSARN pour que celui-ci aide le groupe d’auto-défense à se procurer les fusils mitrailleurs dont il a besoin. Et c'est Méténier qui va être le principal intermédiaire permettant au groupe d'autodéfense clermontois de rejoindre l'OSARN.
S’il continue à être en liaison directe avec les autres responsables du groupe d'auto-défense clermontois, les « Enfants d’Auvergne », devenue branche locale de la Cagoule, il joue au niveau national le rôle de « ministre des Affaires étrangères » de l'OSARN auprès de l’entourage de Mussolini et de Franco. Il se dit lui-même « l’homme des affaires extérieures » tout en étant aussi chargé de recueillir des fonds pour l’organisation. Méténier est chargé en particulier de l'achat d'armes à l'étranger. Il avait pour secrétaire Charles Tenaille, cousin de Deloncle, depuis la fin septembre 1937.
Il est aussi chargé de récolter de l'argent auprès des industriels français. C'est en particulier par son biais que Pierre Michelin, dont il est présenté, de façon sans doute exagérée, comme un intime, devient l'un des principaux bailleurs de fonds de la Cagoule entre fin 1936 et fin 1937, date de son décès accidentel.
Méténier est aussi un activiste. Il est le co-organisateur de l'attentat commis par la Cagoule au siège du patronat français le 11 septembre 1937 et qui tua deux gardiens de la paix. C'est lui qui a dirigé l'opération le jour même, sur place.
Méténier est le dirigeant de l'OSARN le plus souvent présenté comme authentiquement fasciste. Il déclare d’ailleurs que le Duce est le modèle de l'OSARN et que l’objectif de la Cagoule est d’instaurer un régime autoritaire s’inspirant du modèle fasciste qui adhérerait à l’union de la France avec les puissances fascistes voisines. On peut néanmoins nuancer cette appréciation en supposant que ce discours dithyrambique à l’égard du pouvoir italien servait d’abord à gagner la confiance des autorités fascistes pour obtenir des armes. Méténier obtiendra les armes, mais la Cagoule devra les payer à la fois en versant des sommes importantes mais aussi en liquidant deux militants italiens anti-fascistes réfugiés en France. Méténier est ainsi l'un des organisateurs, mais pas l'un des exécutants, de l’assassinat à Bagnoles-de-l'Orne le 9 juin 1937 de Carlo Rosselli et de son frère Nello, militants italiens anti-fascistes, par un commando de la Cagoule composé de 9 hommes, vraisemblablement sur ordre de Mussolini, en contrepartie de livraisons d'armes. Cet assassinat a été jugé dans le procès de l'OSARN en octobre 1948. Les témoignages sont nombreux pour attester le rôle dirigeant de Méténier au sein de la Cagoule même s'il est davantage un activiste qu'un théoricien. C'est un homme d'action, un impulsif. Il est présent sur la liste Corre, une liste d'environ 1200 des principaux activistes de l'OSARN, établie par Aristide Corre, l'un de ses dirigeants.
Méténier fut condamné pour ces actes à 20 ans de prison et à la dégradation nationale à vie,.
Vogel, ingénieur Michelin inculpé dans l'affaire de la Cagoule et Corre dans ses carnets secrets, édités par Christian Bernadac, présentent Méténier comme un homme exalté, violent, impulsif. Il est arrêté et emprisonné le 10 décembre 1937, un mois avant les aveux de l'ingénieur Michelin, Locuty, ayant déposé la bombe au siège du patronat.
On retrouve des dizaines d'engins explosifs près de Clermont-Ferrand. Ceux-ci sont constitués de tubes en acier identiques aux 292 tubes trouvés dans le jardin de Méténier le 20 janvier 1938. De même, les boites en acier dans lesquelles ces engins ont été découverts à Saint-Georges-sur-Allier, sont des boites d’objets de T.S.F. dont justement Méténier s’occupe et de surcroit similaires à ceux trouvés dans son jardin. L’enquête révèle que Méténier a reçu 767 tubes d’acier. Ces futs métalliques remplis de poudre nommée bakélite, avaient été achetés par Méténier et stockés pour soi-disant usage professionnel dans les ateliers de l’entreprise de Méténier. Mais il a également commandé personnellement un stock de 1000 tubes dont il prit livraison d’une partie en octobre 1936.
Malgré les rétractations de Locuty à son égard et les témoignages d’officiers lui fournissant un alibi le jour des attentats à Paris, la Justice considéra après-guerre qu’il restait un homme excessivement dangereux, refusant sa demande de mise en liberté. Méténier prétend avoir servi d'intermédiaire des services secrets auprès des autorités franquistes. Il déclare avoir rencontré, par l’intermédiaire d’un cagoulard mais pas au titre de la Cagoule, le frère du général Franco, Nicolás, lors de négociations en 1937. Celui-ci aurait lors de ces négociations assuré Méténier qu’en cas de conflit armé avec l’Italie et l’Allemagne, la France n’avait pas à craindre une quelconque intervention espagnole à ses frontières pyrénéennes.
C’est un homme d’action, un « brave type, un peu fou. Des mains d’étrangleurs, un cœur de grisette. Un drôle de dur » dira-t-on de lui à Vichy quand il fut chef des Groupes de protection de Pétain. Il était considéré par le juge Béteille qui dirigea l’enquête sur le complot comme l’ «un des principaux tueurs de la Cagoule […] un des chefs de la Cagoule sortant de prison et connu comme un assassin particulièrement dangereux". Les cagoulards eux-mêmes se méfiaient de Méténier. Aristide Corre dans ses carnets faits plusieurs fois des reproches sur son caractère. Henri Vogel défendit à sa femme de fréquenter les Méténier car François Méténier était un « exalté dont il pouvait répondre du caractère ».

## État français
C’est Raphaël Alibert, ex-Cagoulard, nommé depuis neuf jours Garde des Sceaux par Pétain, qui demande de ne pas s’opposer à la mise en liberté provisoire des détenus de l'OSARN, permettant notamment à Méténier et Locuty, deux des principaux accusés originaires de Clermont-Ferrand, d’être libérés. En 1940, il est donc libéré et il est à Vichy où en tant qu'adjoint du colonel Groussard, il commande les Groupes de protection (GP) qui servent de police supplétive du Maréchal Pétain, combattant gaullistes, communistes et surveillant l’Administration.
Il procède à l’arrestation de Pierre Laval le 6 décembre 1940 aux côtés de Pierre Mondanel, chef de la police qui l’a arrêté lui-même trois ans plus tôt. Mais il est immédiatement arrêté par les Allemands, sur ordre de Berlin, et incarcéré à Paris. Il avait peu avant fait des démarches auprès des autorités allemandes parisiennes pour implanter les Groupes de protection en zone occupée. Les GP furent dissous fin 1940 mais le Centre d'Études et d’Informations, dont il était une branche, continua officieusement à fonctionner encore quelques mois via le Service des sociétés secrètes dirigé par le commandant Labat et celui des renseignements par le docteur Martin. Méténier lui-même reconnut que le CIE regroupait essentiellement des anciens membres de l'OSARN dont une frange importante a depuis rejoint le PPF. En dehors de son rôle de surveillance, il s’avère que le CIE n’a pas rempli ses missions de service d’ordre. Aucune violence ne lui ait directement imputable, hormis un homicide dans le Puy-de-Dôme dont Méténier est désigné comme le commanditaire.
Méténier est libéré au bout de 10 mois, grâce à l’intervention de Jacques Doriot et de personnalités espagnoles, en particulier le directeur du journal L’Occident, à Paris.

Méténier prétend avoir été trompé dans cette affaire par Alibert et le Docteur Martin. Il aurait aussi fourni des informations d’ordre politique et des conseils pour faciliter l’entente franco-allemande aux autorités allemandes. Il devient ensuite l’homme de main, « l’encaisseur » de Le Cam, un industriel parisien chargé de faire des achats et du « racket » pour les services d’achats allemands. Il n’était pas rémunéré pour ces informations aux autorités allemandes mais obtenait des facilités pour se livrer au marché noir. Directeur des chantiers Le Cam à Toulon début 1944, Méténier aurait ainsi contribué à la mise en route d’un chantier chargé d’accueillir les sous-marins allemands. Son patron, Le Cam, était un proche de Doriot et c’est Doriot lui-même qui a fait rentrer Méténier chez Le Cam, d’abord à Paris comme chef de service des achats pour les chantiers. Moreau de la Meuse, membre du PPF affirme que Méténier était membre du PPF et intime de Doriot. William Gueydan de Roussel qui fut chargé de la lutte antimaçonnique et côtoya Méténier à Paris pendant son rapprochement avec les autorités allemandes et qui fut interné 26 jours avec lui, le décrit dans ses carnets comme soucieux de collaborer étroitement avec la police allemande et ayant accepté de fournir des renseignements aux services allemands. Méténier refusait non seulement d’être classé à l’extrême-droite mais ne se considérait pas de droite mais seulement « écœuré par les marxistes ». Pour appuyer ses propos, il dit notamment avoir d’excellentes relations avec le sénateur radical du Puy-de-Dôme, Eugène Roy, et avec Marius Bayer, directeur de l’assistance publique du Puy-de-Dôme, grand maître d’une loge maçonnique... mais futur chef départemental du Centre d’Information et d'Études.

## Résistance
À côté de ces témoignages accablants, Méténier est aussi présenté comme ayant soutenu la Résistance. En tant que chef de chantier à Toulon, il embauche des réfractaires au STO et livre des informations sur les travaux en cours à un responsable de la Résistance. Il aurait dès la création du C.I.E. émis le souhait de rejoindre l’Angleterre. Il est présenté comme ayant été membre du réseau Alliance[réf. nécessaire], groupe de résistance de tendance droite nationaliste anti-communiste[réf. nécessaire].

## Proximité avec François Mitterrand
Condamné à 20 ans de prison à l'issue du procès de la Cagoule, Méténier est mis en liberté provisoire mi juin 1947. Comme plusieurs autres hauts responsables de la Cagoule, il travaille après guerre chez L'Oréal.
À son décès en 1956, il est depuis plus de dix ans l'un des proches de François Mitterrand et de l'une de ses sœurs.
François Mitterrand, alors Garde des Sceaux, assiste aux obsèques de François Méténier en 1956. Il rencontrait encore fréquemment Méténier au début des années cinquante.
François Méténier meurt à 60 ans, le 24 juillet 1956 à Paris dans le VIIIe arrondissement. Il est présenté alors comme directeur des Établissements Laedrich.

## Distinctions
- Chevalier de la Légion d'honneur
- Médaille militaire
- Croix de guerre 1914-1918 avec palmes et étoiles[36]